# Batman: Hush (filme)
Batman: Hush é um filme de animação, ação e suspense dirigido por Justin Copeland e baseado na obra homônima da DC Comics, sendo que esta foi escrita por Jeph Loeb e Jim Lee e a versão do filme sendo escrita por Ernie Altbacker. Jason O'Mara retorna como a voz original do Batman (sendo a voz original oficial do personagem no DC Animated Movie Universe), com Jennifer Morrison, Geoffrey Arend e Maury Sterling se juntando ao elenco com Jerry O'Connell retornando como a voz original do Superman.